# Holzhausen (Amt Wachsenburg)

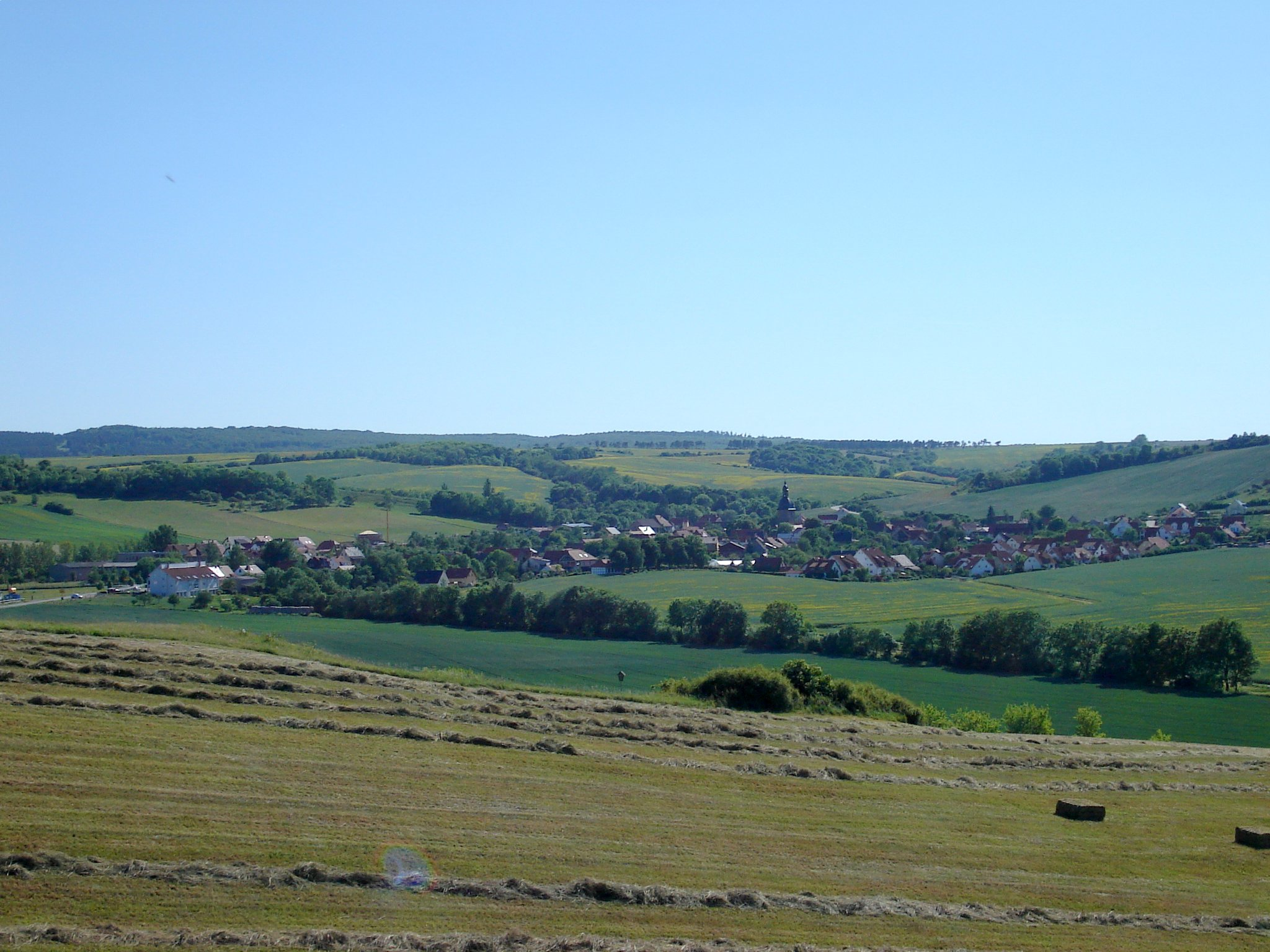
Blick auf Holzhausen von Nordosten

Holzhausen ist ein Ortsteil der Gemeinde Amt Wachsenburg im Thüringer Ilm-Kreis. Er liegt direkt am östlichen Fuß der Veste Wachsenburg, mit deren Geschichte der Ort eng verbunden ist. Das Dorf liegt auf 299 m ü. NHN. In dem Dorf leben 639 Einwohner.

## Geografie

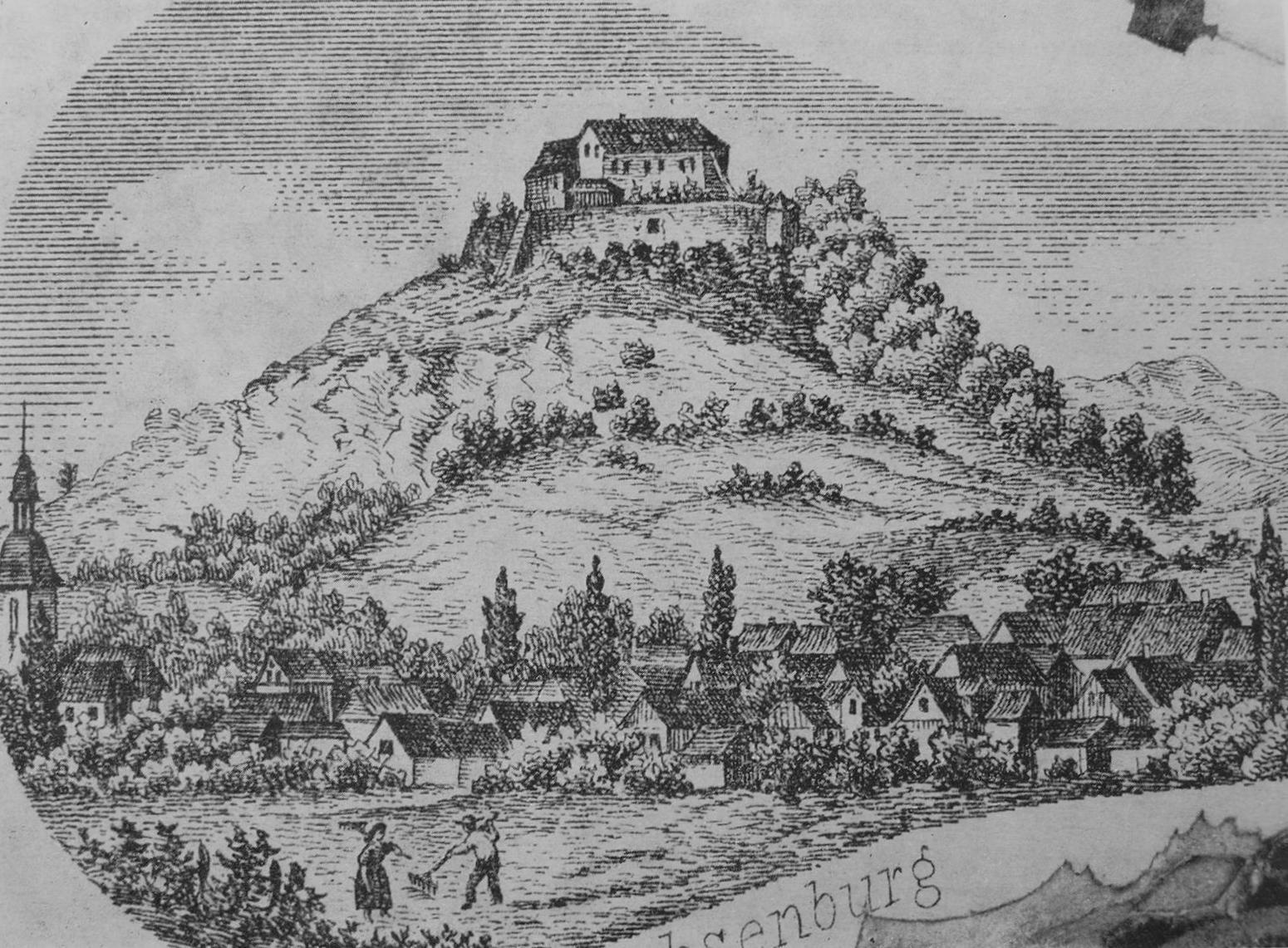
Holzhausen mit der Wachsenburg auf einer Zeichnung aus dem Jahr 1898

Holzhausen liegt in Mittelthüringen am Südrand des Thüringer Beckens im Gebiet der Drei Gleichen etwa vier Kilometer westlich von Arnstadt. Geologisch gesehen liegt der Ort im so genannten Wachsenburggraben zwischen den beiden Hügelketten der Eichenberg–Gotha–Saalfelder Störungszone. Während die Umgebung nördlich und östlich des Ortes unbewaldet ist und landwirtschaftlich genutzt wird, erhebt sich südlich und westlich die Ohrdrufer Platte, eine durchschnittlich 450 Meter hoch gelegene Hochebene im nördlichen Vorland des Thüringer Waldes. Hier findet sich eine Mischung aus Feldern und Wäldern.

## Geschichte
Wie die Nachbarorte Haarhausen und Bittstädt wird Holzhausen zu Beginn des 9. Jahrhunderts in einem Verzeichnis der von Erzbischof Lullus († 786) von Mainz für das Kloster Hersfeld von Freien verliehenen Gütern erstmals urkundlich erwähnt.
1441 gelangte der Ort zusammen mit der Wachsenburg, zu dessen Amt Wachsenburg der Ort gehörte, unter die Herrschaft von Apel von Vitzthum dem Jüngeren, der als Brandmeister Thüringens traurige Berühmtheit erlangte. 1447 wurde das Dorf, zu dieser Zeit „Holtzhuszen“ genannt, von Truppen des sächsischen Kurfürsten Friedrich II. geplündert und verbrannt, anschließend aber wieder aufgebaut.

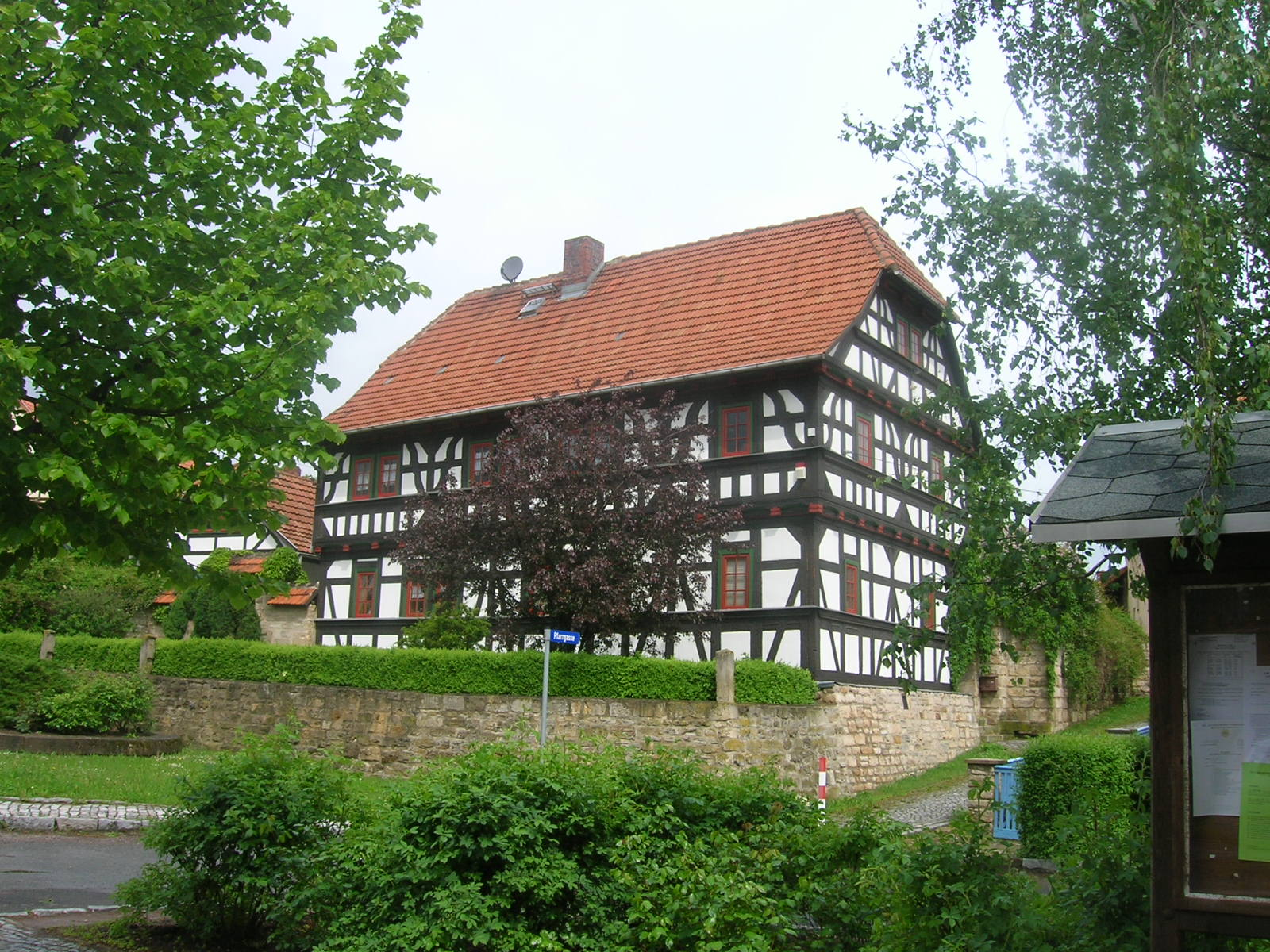
Restauriertes Fachwerkhaus

Wie viele Dörfer in Deutschland war auch Holzhausen stark vom Dreißigjährigen Krieg betroffen. 1641 lagerten Truppen des Hatzfeldischen Adelsgeschlechts für sieben Wochen im Ort und richteten ihn mit dem Abriss von rund 100 Gebäuden fast zu Grunde. Nach Kriegsende 1648 setzte eine rege Bautätigkeit ein. Viele Häuser des alten Ortskerns stammen aus dieser Zeit. Das Dorf selbst war dann über viele Jahrhunderte von der Landwirtschaft geprägt, wobei es aber keinen Großgrundbesitz gab. Es setzte sich der Protestantismus als vorherrschende Religion im Dorf durch. Von 1697 bis 1920 gehörte das Dorf zu den Herzogtümern Sachsen-Gotha bzw. Sachsen-Coburg und Gotha, danach zum Landkreis Arnstadt des neu geschaffenen Landes Thüringen, ab 1952 zum verkleinerten Kreis Arnstadt im Bezirk Erfurt.
Nach der Wende 1989 setzte am Nordrand des Dorfes eine rege Bautätigkeit ein, es entstanden neue Wohngebiete im Nordwesten und Osten, wo hauptsächlich Bewohner der nahe gelegenen Städte ihre Eigenheime auf der „grünen Wiese“ bauten. Gleichzeitig wurden im Dorfkern zahlreiche Fachwerkhäuser restauriert.
Im Zuge der Gemeindereform in Thüringen verlor das Dorf am 30. Juni 1994 den Status einer eigenständigen Gemeinde und wurde einer von fünf Ortsteilen der Wachsenburggemeinde. Auch der Sitz der Gemeinde befand sich hier. Einen Tag später wurde es Teil des Ilm-Kreises. Mit der Auflösung der Gemeinde am 31. Dezember 2012 kam der Ort zur Gemeinde Amt Wachsenburg.

## Politik
Der ehrenamtliche Ortsteilbürgermeister von Holzhausen ist Thomas Menge. Er wurde bei den Kommunalwahlen in Thüringen am 26. Mai 2024 und 9. Juni 2024 erstmals ins Amt gewählt. Zusammen mit sechs weiteren Mitgliedern bildet Menge den Ortsteilrat von Holzhausen.

## Verkehr
Holzhausen liegt an der Landesstraße von Arnstadt nach Gotha, am Ostrand des Ortes zweigt von dieser eine Straße nach Neudietendorf ab. Die nächsten Autobahnanschlussstellen sind Wandersleben an der A 4 und Arnstadt Nord an der A 71, die jeweils etwa sechs Kilometer entfernt sind.
Der nächste Bahnhof befindet sich etwa zwei Kilometer entfernt in Haarhausen an der Bahnstrecke Erfurt–Ilmenau.

## Wirtschaft

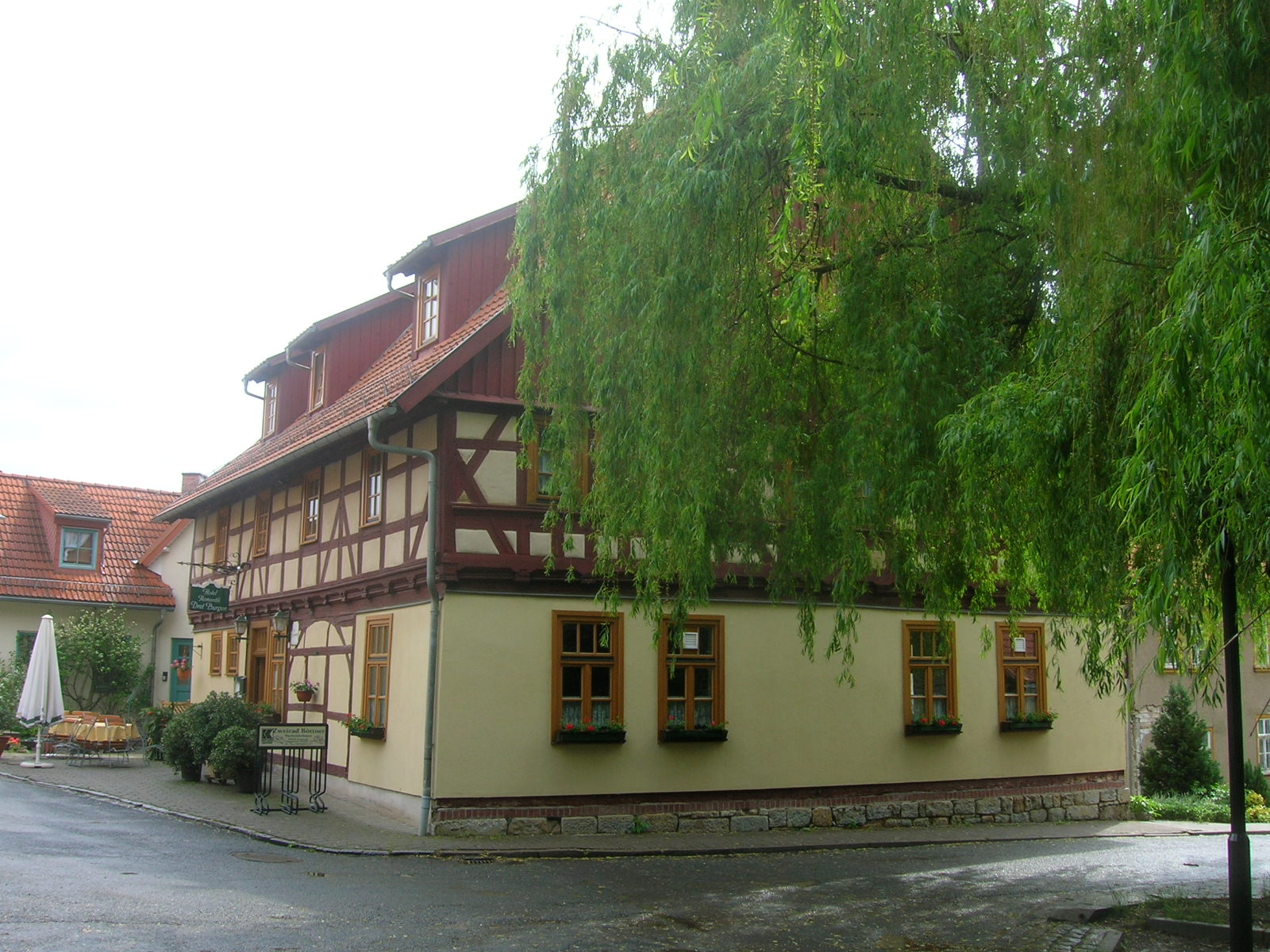
Ehemaliger Dorfgasthof, heute Romantik-Hotel Drei Burgen

Die Wirtschaft Holzhausens war über Jahrhunderte von der Landwirtschaft geprägt. Diese verlor aber am Ende des 20. Jahrhunderts zunehmend an Bedeutung. Heute finden die meisten Einwohner Beschäftigung in den Wirtschaftsstandorten der Umgebung, vornehmlich in Arnstadt und Erfurt.

## Kultur und Sehenswürdigkeiten

### Otto Knöpfer

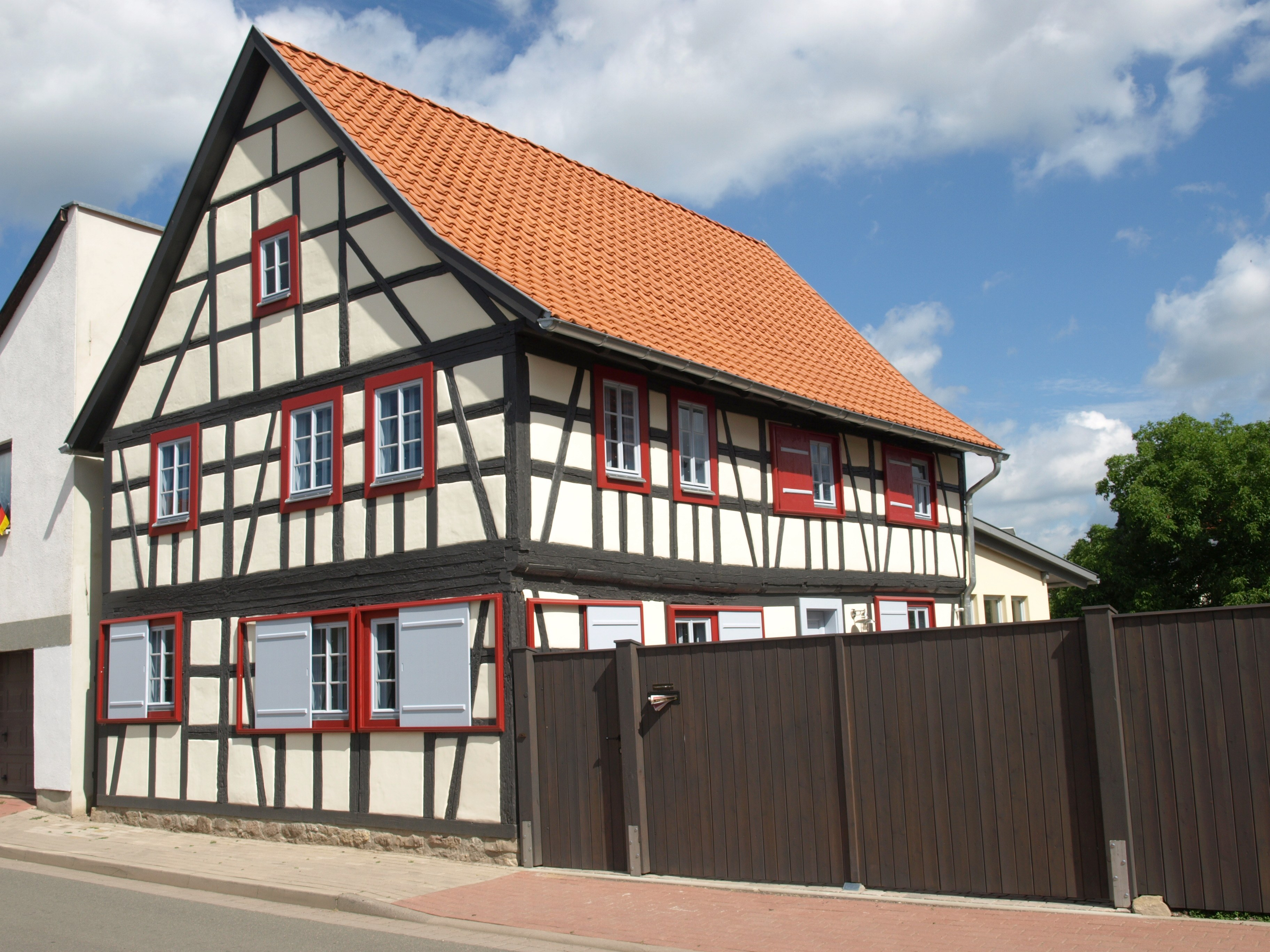
Otto-Knöpfer-Haus

In Holzhausen wuchs Otto Knöpfer (1911–1993), einer der bekanntesten Maler Thüringens, auf. In vielen seiner Bilder sind Motive aus der Umgebung seines Heimatortes zu sehen. Ihm zu Ehren wurde ein 20 Kilometer langer Wanderweg von Arnstadt nach Wandersleben Otto-Knöpfer-Wanderweg genannt, der Teil des Hauptwanderwegs von Jena nach Eisenach ist. Um das Elternhaus Otto Knöpfers vor dem Verfall zu retten, hat sich im Mai 2006 der Otto Knöpfer Freundeskreises e. V. gegründet. Das Wohnhause ist heute ein Museum mit wechselnden Ausstellungen, in denen Porträts des Malers sowie bekannt gewordene Landschaftsbilder gezeigt werden. Zu Ehren des Künstlers wird jedes Jahr ein Hoffest veranstaltet.

### Bratwurstmuseum

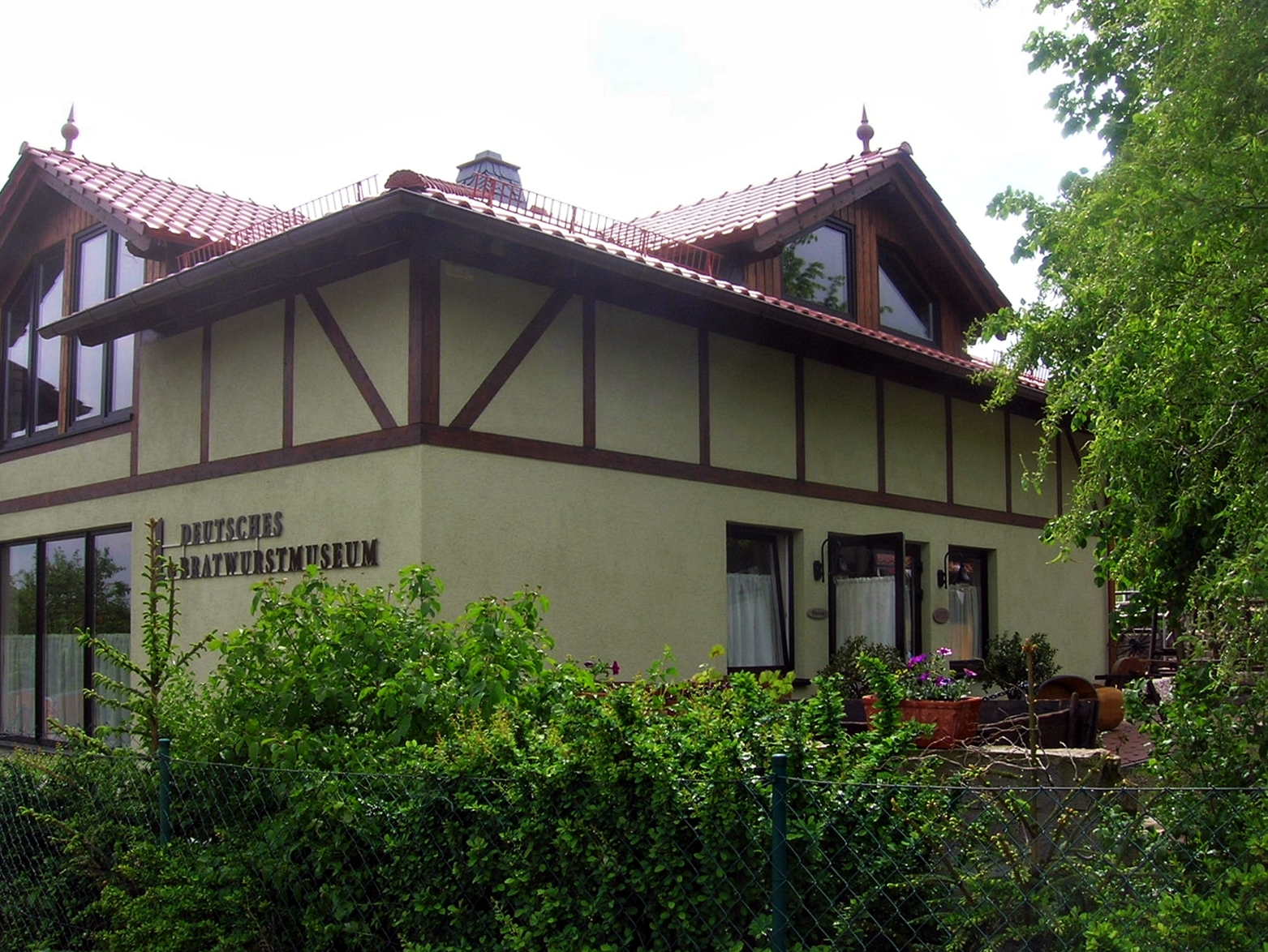
1. Deutsches Bratwurstmuseum

Nachdem im Jahr 2000 ein Arnstädter Heimatforscher mit einer Urkunde aus dem Jahr 1404 die bisher früheste Erwähnung der Thüringer Rostbratwurst gefunden hatte, fühlten sich die Besitzer der Holzhäuser Gaststätte Partyscheune berufen, ein Museum zu Ehren der Bratwurst zu errichten. Nach einjähriger Bauzeit wurde am 28. Mai 2006 am Westrand von Holzhausen das 1. Deutsche Bratwurstmuseum eröffnet. Es ist das erste und einzige Museum weltweit, welches sich explizit dem Thema Bratwurst widmet. Auf damalige Initiative der Betreiber des Bratwurstmuseums wurde am 17. November 2006 mit der Fertigstellung des Umbaus der Ortseinfahrt aus Richtung Arnstadt auch eine zwei Meter hohe und vier Meter lange hölzerne Bratwurstskulptur eingeweiht. Der neu entstandene Kreisverkehr erhielt damit im Volksmund die Bezeichnung Bratwurstkreisel. Das Museum ist im Jahr 2020 nach Mühlhausen/Thüringen umgezogen. Im gleichen Jahr am 14. April wurde auch die Bratwurstskulptur ersatzlos demontiert.

### Dreifaltigkeitskirche
Holzhausen hatte einst zwei Kirchen, von denen eine, die Annenkirche, schon vor 1780 nicht mehr bestand. Die heutige evangelische Dreifaltigkeitskirche ist die Dorfkirche von Holzhausen. Die Erneuerung der Orgel der Kirche wurde durch private Initiative ermöglicht.

## Persönlichkeiten
- Johann Friedrich Wilhelm von Müffling (* 14. Mai 1742 in Holzhausen, Thüringen; † 9. Dezember 1808 in Neiße) war ein preußischer Offizier, zuletzt Generalmajor und Chef des Infanterieregiments Nr. 49.